# Aspilota microcubitalis
Aspilota microcubitalis är en stekelart som beskrevs av Fischer 1977. Aspilota microcubitalis ingår i släktet Aspilota och familjen bracksteklar. Inga underarter finns listade.